# 白鬚神社 (飯能市唐竹)
白鬚神社（しらひげじんじゃ）は、埼玉県飯能市の神社。

## 歴史
783年（延暦2年）に創建された。716年（霊亀2年）に旧高句麗遺民が当地に移住し、高麗郡が設置された。彼らは猿田彦大神を尊崇していたことから、猿田彦を祀る神社を創建した。当初は山の山頂に位置していたが、1349年（貞和5年）に麓の小山に移転し、その後に現在地に移転した。
1649年（慶安2年）に、社領4石5斗の朱印状が交付されている。
1868年（明治元年）に、これまでの「白鬚大明神」から「唐竹神社」に改称し、1872年（明治5年）に、近代社格制度に基づく「村社」に列せられた。1908年（明治41年）の神社合祀により「神明社」が合祀され、1912年（明治45年）に「唐竹神社」から「白鬚神社」に改称した。

## 文化財
- 白鬚神社本殿（埼玉県指定有形文化財 平成5年3月10日指定）[2]
- 白鬚神社御正体（埼玉県指定有形文化財 平成5年3月10日指定）[2]

## 交通アクセス
- 路線バス唐竹橋停留所より徒歩10分。